# Scott Clements
Scott Clements (Mount Vernon, 19 juli 1981) is een Amerikaans professioneel pokerspeler. Hij won onder meer het $3.000 Omaha Hi-Lo Split 8-or-better-toernooi van de World Series of Poker 2006 en het $1.500 Pot-Limit Omaha-toernooi van de World Series of Poker 2007. Daarnaast won hij zowel het C$2.500 Canadian Poker Open van de North American Poker Championships 2006 als het C$10.000 No Limit Hold'em - Championship Event van de North American Poker Championships 2007 in het kader van de World Poker Tour.
Clements won tot en met mei 2021 meer dan $8.200.000,- in pokertoernooien (cashgames niet meegerekend).

## Wapenfeiten
Naast zijn drie titels op de World Series of Poker, werd Clements tijdens de World Series of Poker 2013 tweede in het $2.500 No Limit Hold'em - 6 Handed Event (goed voor $292,339,- prijzengeld), vijfde tijdens diezelfde World Series op Poker in het $3.000 Pot Limit Omaha Event (goed voor $84.424,- prijzengeld), tweede tijdens de World Series of Poker 2014 $1.500 Pot Limit Omaha Hi/Lo Event (voor $167.686,-), vierde tijdens de World Series of Poker 2015 $10,000 Omaha Hi-Low Split-8 or Better Championship Event ($129.235,-), tweede in het $10,000 Seven Card Stud Championship Event #27 ($148.001,-) en vierde bij het $10,000 Pot Limit Omaha - 8 Handed Championship Event ($277.768,-) tijdens de World Series of Poker 2017.

### Titels
Behalve zijn WPT- en WSOP-titels won Clements verschillende andere prestigieuze pokerevenementen. Zo won hij onder meer:
- het $1.000 No Limit Hold'em-toernooi van het Harrah's Lake Tahoe Poker Festival 2005 ($45.745.-)
- het $485 No Limit Hold'em-toernooi van de Legends of Poker 2007 ($93.720,-)
- het $5.000 No Limit Hold'em-toernooi van de Sixth Annual Five Star World Poker Classic - WPT World Championship in 2008 ($206.280,-)
- het $1.000 Omaha Hi/Lo-toernooi van de The Wynn Classic 2009 ($32.252,-)
- het $5.000 Pot Limit Omaha - Championship Event van de Southern Poker Championship 2010 ($55.775,-)
- het $1.000 No Limit Hold'em-toernooi van het Festa Al Lago 2010 ($51.000,-)
- het $1.000 No Limit Hold'em-toernooi van de Ninth Annual Five Star World Poker Classic 2011 ($37.073,-)

### Grootste cashes
Daarnaast won Clements hoge prijzengelden met onder meer zijn:
- achtste plaats op het $7.800 WPT Championship Event - No Limit Hold'em van het PokerStars Caribbean Adventure 2007 ($151.873,-)
- tweede plaats op het $2.500 No Limit Hold'em-toernooi van de Fifth Annual Five Star World Poker Classic 2007 ($163.205,-)
- vijfde plaats op het $1.500 No Limit Hold'em-toernooi van de World Series of Poker 2007 ($112.997,-)
- zevende plaats op het $2.000 Omaha Hi/Lo-toernooi van de World Series of Poker 2008 ($36.232,-)
- derde plaats op het $5.000 No Limit Hold'em-toernooi van de 6h Annual Festa Al Lago Classic 2008 ($40.605,-)
- derde plaats op het $5.000 Pot Limit Omaha Championship van het Southern Poker Championship 2009 ($31.965,-)
- tweede plaats op het $10.000 World Championship Omaha Hi/Lo van de World Series of Poker 2009 ($275.946,-)
- derde plaats op het $5000 Pot Limit Omaha Hi/Lo-toernooi van de World Series of Poker 2009 ($101.063,-)
- zevende plaats op het C$2.500 No Limit Hold'em-toernooi van de CPT River Rock - British Columbia Poker Championships 2009 ($55.810,-)
- achttiende plaats op het $10.000 World Championship No Limit Hold'em-toernooi van de World Series of Poker 2010 ($396.967,-)

## WSOP
| Jaar                       | Toernooi                             | Prijs      |
| -------------------------- | ------------------------------------ | ---------- |
| World Series of Poker 2006 | $3.000 Omaha Hi-Lo Split 8-or-better | $301.175,- |
| World Series of Poker 2007 | $1.500 Pot-Limit Omaha               | $194.206,- |
| World Series of Poker 2019 | $1.500 Dealers Choice                | $144.957,- |